# 조선총독부 내무국
조선총독부 내무국(朝鮮總督府 內務局)은 조선총독부가 설치한 행정 조직이다.

## 연혁
1910년 10월 1일에 한일 병합 조약이 체결되어 조선총독부가 설치되면서 내무부가 설치되었다. 내무부에는 서무과 및 지방국, 학무국의 2국이 설치되었다. 1915년 3월 31일에 행정 간소화를 위해서 지방국이 폐지되어 지방과가 되었다. 1919년 8월 20일에 조선총독부 관제 개정(칙령 제386호)에 의해서 내무부는 내무국으로 개칭되었고 학무국이 총독 직속의 국이 되었다. 1941년 11월 19일에 내무국은 사정국(司政局)으로 개편되었다. 1943년 12월 1일에 사정국은 총무국, 식산국, 농림국, 철도국, 전매국과 함께 폐지되었다.

## 기구
※ 1941년 9월 1일 당시의 조직 구성이다.
- 내무국(内務局)
  - 지방과(地方課)
  - 사회과(社會課)
  - 노무과(勞務課)
  - 토목과(土木課)
    - 내무국토목출장소(内務局土木出張所)

  - 지방관리양성소(地方官吏養成所)

## 참고 문헌
- 조선총독부 편, 《시정 30년사》(施政三十年史), 조선총독부, 1940년.
- 조선총독부 편, 《조선사정 쇼와 17년도판》(朝鮮事情 昭和十七年度版), 조선총독부, 1941년.
- 전전기관료제연구회 편, 《전전기일본관료제의 제도·조직·인사》(戰前期日本官僚制の制度·組織·人事), 도쿄대학교출판회, 1981년.

## 같이 보기
- 조선총독부
- 조선총독부 청사와 관사